# عرايش
العرايش  هي حلوى جزائرية، مصنوعة من عجينة محشوة بمعجون اللوز، منكهة بماء زهر البرتقال ومزينة بكريمة الليمون، تحظى بشعبية كبيرة في المناسبات الخاصة مع فنجان من القهوة أو الشاي بالنعناع.

## أصل الكلمة
أصل الكلمة في اللهجة الجزائرية، تسمى هذه عريش أو لعرايس أو العريش وهي كلمة من لهجة الجزائر البحتة. تنطق بالفرنسية L'Râyech. يُطلق على طلاء الليمون اسم تاليا أو الطلية، وهو مشتق من الفعل العربي (يتلي) الذي يعني التَّابِعِ لِمَا قَبْلَهُ في هذا السياق.

## التحضير
تحتوي العرايش على ثلاث طبقات: قاعدة من اللوز، وعجينة ، وطبقة من كريمة الليمون، على شكل نجمةالبحر. ثم بعد وضعها في الفرن حتى تكتسب العجينة اللون الذهبي الفاتح يتم تثليجها.
تطورت هذه الحلوة، وقام الحرفيون الجزائريون بصنع نسخة منها تسمى أرايش بالعسل. غالبًا ما يتم تقديم هذا الأخير مع شاي النعناع أثناء الاحتفالات بينما غالبًا ما يتم تقديم نسخة العرايش مع صلصة الليمون الملكية مع القهوة.